# ADSL

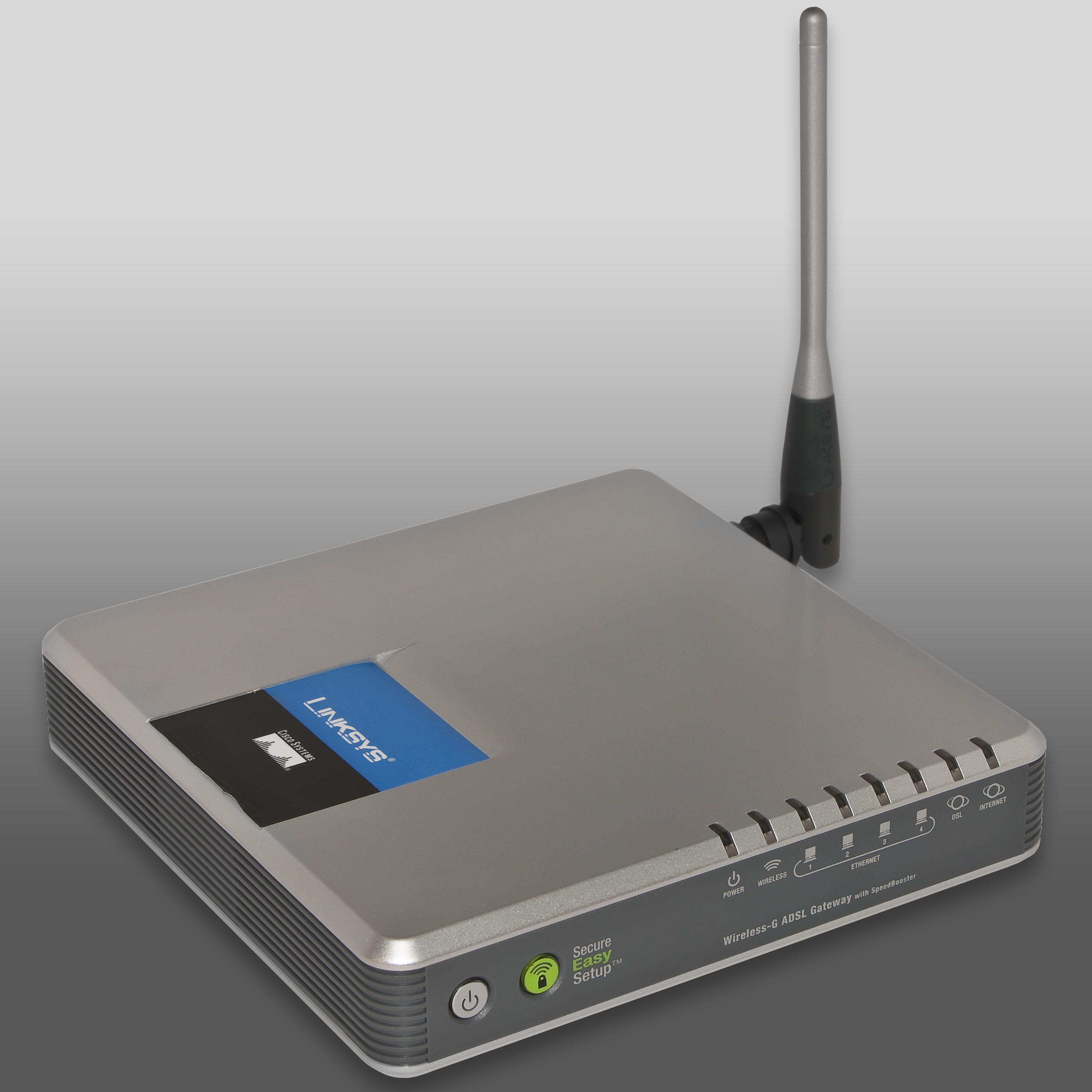
Linksys ADSL модем з інтегрованим роутером і точкою доступу Wi-Fi

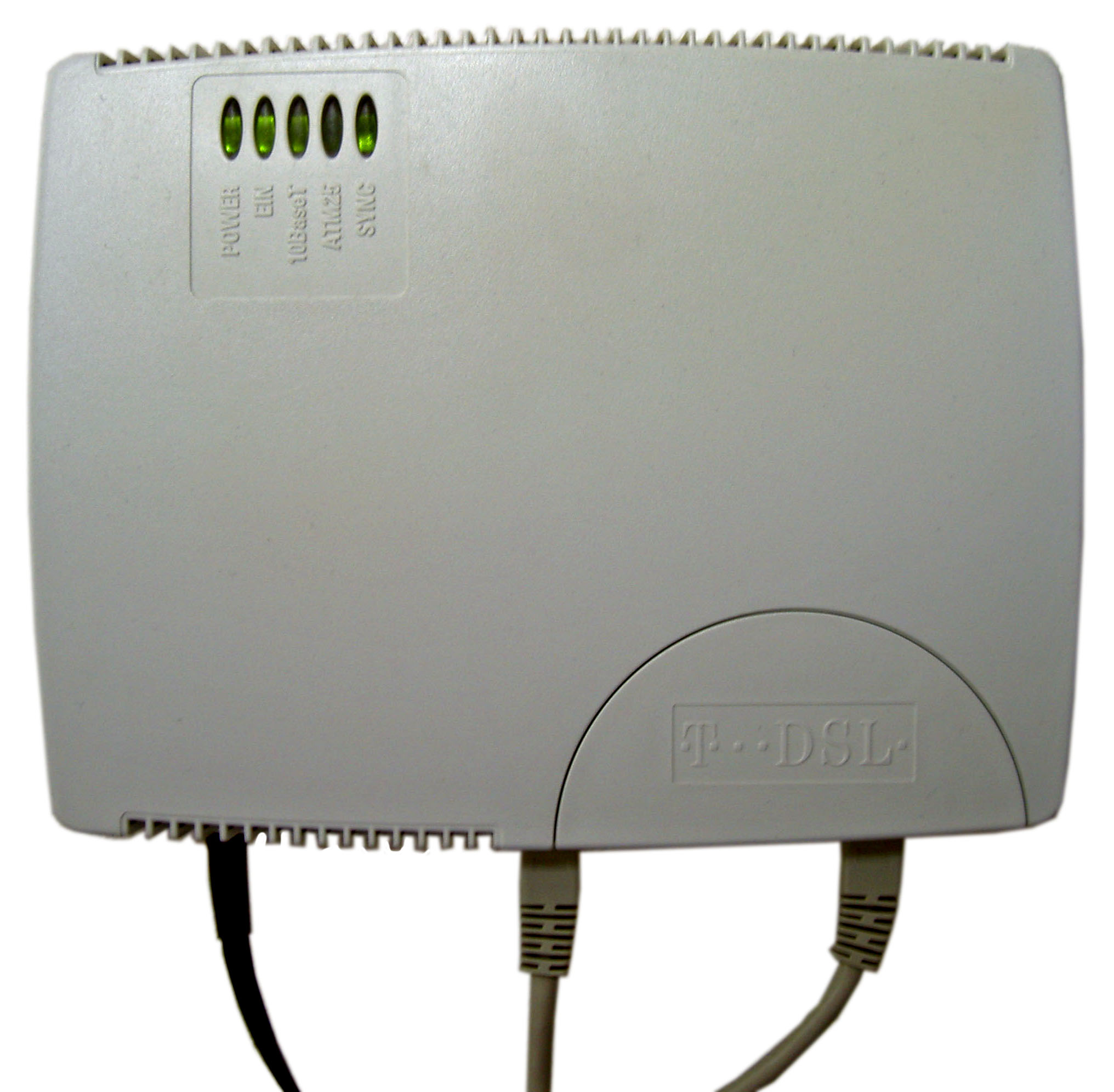
ADSL модем

ADSL (англ. Asymmetric Digital Subscriber Line) — технологія широкосмугового доступу, яка забезпечує передачу швидкісного цифрового сигналу звичайною аналоговою телефонною лінією, та дозволяє одночасно користуватися телефоном і Інтернетом. Розроблена Bellcore у 1988 році.

## Опис технології

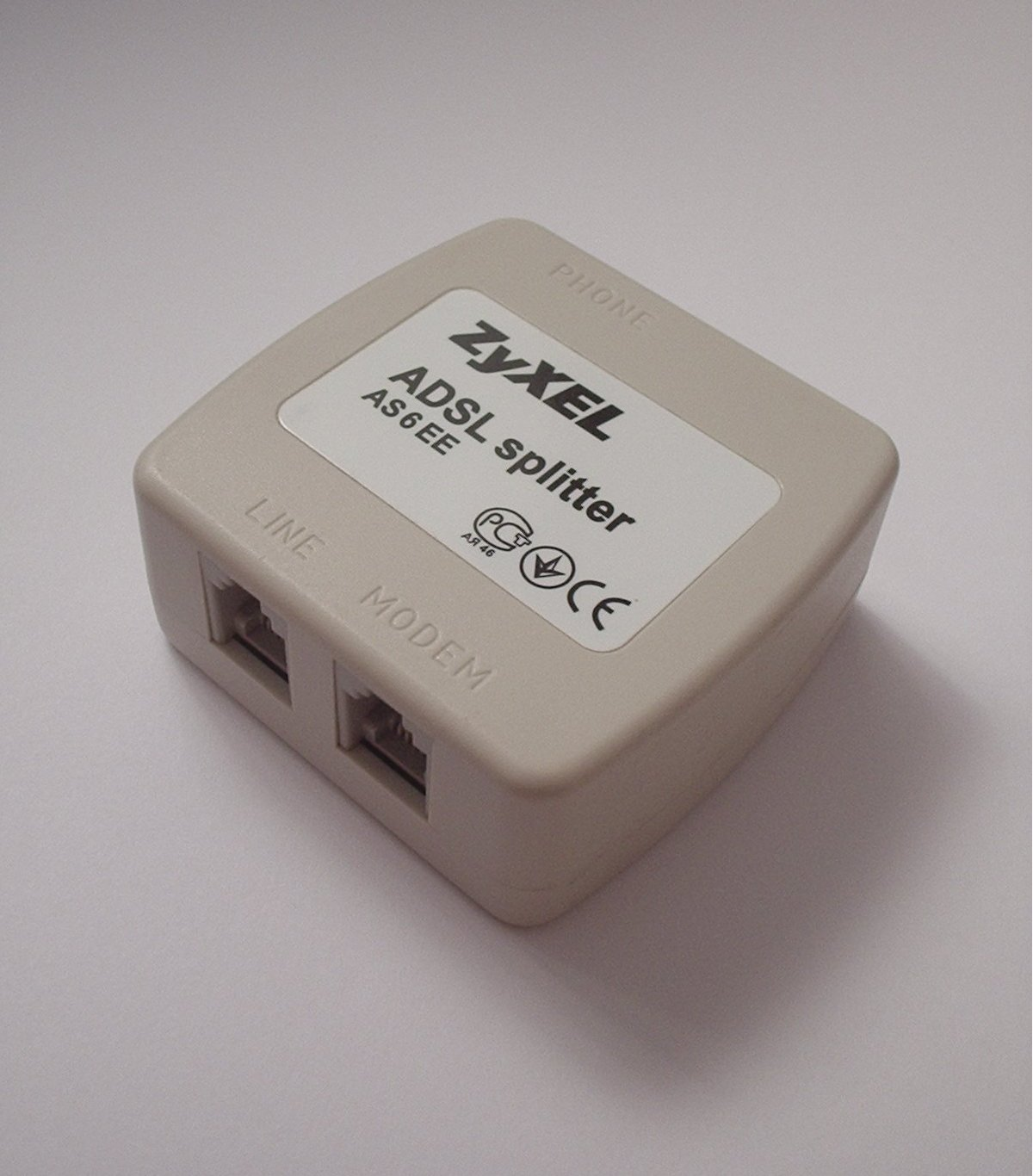
ADSL-сплітер

ADSL призначена для високошвидкісного доступу до Інтернет. ADSL належить до класу широкосмугових (broadband) технологій. Вона забезпечує швидкість передачі даних в напрямку абонента — до 24 Мбіт/сек., від абонента — до 3.5 Мбіт/сек. Висока швидкість дозволяє комфортно працювати з Web-сайтами, швидко передавати великі файли і документи, працювати з мультимедіа, повноцінно використовувати інтерактивні засоби.
Головною відмінністю при використанні ADSL є можливість одночасно працювати в Інтернет і розмовляти телефоном. Телефон залишається вільним.
ADSL модеми випускаються з двома типами інтерфейсів: USB і 10/100Base-T. Перші призначені для індивідуального підключення і зручні тим, що не потребують блока живлення. Другі зручніші при багатьох підключеннях і, як правило мають вбудовані роутери, в т.ч. бездротові.
Завдяки тому, що у з'єднанні не використовується комутація телефонної мережі загального користування, яка має високий рівень шуму і завад, виникає значна різниця якості ADSL і звичайної телефонної лінії. Ймовірність помилки на лінії ADSL становить 10Е−8 - 10Е−10.

## Організація
Передача даних за технологією ADSL реалізується через звичайну аналогову телефонну лінію за допомогою абонентського пристрою — модема ADSL та мультиплексора доступа (англ. DSL Access Multiplexer, DSLAM), який знаходиться на тій же АТС, до якої підключається телефонна лінія користувача, причому включається DSLAM до обладнання самої АТС. DSLAM мультиплексує множину абонентських ліній DSL в одну високошвидкісну магістральну мережу. Також вони звичайно підключаються до мережі ATM по каналах PVC (постійний віртуальний канал; англ. Permanent Virtual Circuit) до провайдерів послуг Internet та інших мереж. Слід відзначити, що два ADSL-модеми не зможуть з'єднатися одне з одним, на відміну від модемів Dial-Up. Звичайно, через необхідність встановлення обладнання на кожній АТС затрати на побудову і утримання мережі були помітно вищі, ніж у випадку класичного комутованого доступу, коли всі модеми провайдера встановлювались на одній АТС, однак в порівнянні з вартістю інших способів надання високошвидкісного доступу до мережі Інтернет технологія DSL виявилась дуже дешевою.

## Принцип роботи ADSL

Частотний план для ADSL. Червона область — діапазон частот, що використовується звичайним телефоном (голос), зелена та блакитна області використовуються для ADSL.

В технології ADSL доступна смуга пропускання каналу розподілена між вихідним та вхідним трафіком несиметрично — для більшості користувачів вхідний трафік значно суттєвіший, ніж вихідний, тому використання для нього більшої частини смуги пропускання повністю виправдане (за виключенням пірінгових мереж та електронної пошти, де об'єм і швидкість вихідного трафіку є достатньо важливими). Звичайна телефонна лінія використовує для передачі голосу смугу 0,3…3,4 кГц. Щоб не заважати використанню телефонної мережі за її прямим призначенням, в ADSL нижня межа діапазону частот знаходиться на рівні 26 кГц. Верхня ж межа, виходячи з вимог до швидкості передачі даних і можливостей телефонного кабелю, становить 1,1 МГц. Ця смуга пропускання поділяється на дві частини — частоти від 26 кГц до 138 кГц відведені для вихідного потоку даних, а частоти від 138 кГц до 1,1 МГц — вхідного. Смугу частот від 26 кГц до 1,1 МГц було обрано не випадково. Починаючи з частоти 20кГц і вище, затухання має лінійну залежність від частоти.
Такий частотний розподіл дозволяє розмовляти по телефону, не перериваючи обмін даними тією ж лінією.
Для розділення низькочастотного аналогового сигналу та високочастотного цифрового використовується сплітер, який являє собою фільтр низької частоти. Також можливе використання мікрофільтру. В цьому випадку модем підключається до лінії напряму, а всі телефони, факси та ін. аналогові пристрої підключаються до лінії через мікрофільтри.

## Стандарти ADSL
| Стандарт                 | Назва технології   | Швидкість вихідного потоку, Мбіт/с | Швидкість вхідного потоку, Мбіт/с |
| ------------------------ | ------------------ | ---------------------------------- | --------------------------------- |
| ANSI T1.413-1998 Issue 2 | ADSL               | 1,0 (128 КБайт/c)                  | 8 (1 МБайт/c)                     |
| ITU G.992.1              | ADSL (G.DMT)       | 1,0 (128 КБайт/c)                  | 12 (1.5 Мбайт/c)                  |
| ITU G.992.2              | ADSL Lite (G.Lite) | 0,5 (64 КБайт/c)                   | 1,5 (192 КБайт/c)                 |
|                          |                    |                                    |                                   |
| ITU G.992.3/4 Annex A/B  | ADSL2              | 1,5 (192 КБайт/c)                  | 12 (1.5 МБайт/c)                  |
| ITU G.992.3/4 Annex J    | ADSL2              | 3,5 (448 КБайт/c)                  | 12 (1.5 МБайт/c)                  |
| ITU G.992.3/4 Annex L    | RE-ADSL2           | 0,8 (102 КБайт/c)                  | 5 (640 КБайт/c)                   |
|                          |                    |                                    |                                   |
| ITU G.992.5 Annex A      | ADSL2+             | 1.4 (178 КБайт/c)                  | 24 (3 МБайт/c)                    |
| ITU G.992.5 Annex L      | RE-ADSL2+          | 1.5 (192 КБайт/c)                  | 24 (3 МБайт/c)                    |
| ITU G.992.5 Annex M      | ADSL2+             | 3,5 (448 КБайт/c)                  | 24 (3 МБайт/c)                    |

## Параметри лінії зв'язку
Абонентська телефонна лінія, при використанні її для технології ADSL повинна відповідати наступним параметрам:

### Первинні параметри
- Опір шлейфу — не більше 900 Ом
- Опір ізоляції — не менше 40 МОм
- Ємність шлейфу — не більше 300 нФ
- Ємнісна асиметрія — не більше 10 нФ, або не більше 5 %

### Вторинні параметри
Затухання сигналу (Line Attenuation):
- до 20 dB — дуже добра лінія
- від 20 dB до 40 dB — добра лінія
- від 40 dB до 50 dB — можливі збої
- від 50 dB до 60 dB — періодично зникає синхронізація
- від 60 dB та вище — обладнання працювати не буде

Рівень шуму (дБ відносно 1 мВт при опорі навантаження 600 Ом):
- від −65 dBm до −51 dBm — дуже добра лінія
- від −50 dBm до −36 dBm — добра лінія
- від −35 dBm до −20 dBm — робота з періодичними збоями
- від −19 dBm та вище — робота обладнання неможлива

SN Margin (Signal-to-Noise Margin або Signal-to-Noise Ratio(SNR)):
- до 6 dB — погана лінія, наявні проблеми синхронізації
- від 7 dB до 10 dB — можливі збої
- від 11 dB до 20 dB — добра лінія, без проблем з синхронізацією
- від 20 dB до 28 dB — дуже добра лінія
- від 29 dB — відмінна лінія

Для ADSL лінії рекомендується для використання вита пара (а не «локшина»), в протилежному випадку можливе зниження швидкості.

## Перспективи
ADSL — популярна технологія постійного широкосмугового доступу до Інтернет, яка в поєднанні з технологією домашньої мережі набуває дедалі більшого поширення, витісняючи морально застарілий спосіб доступу комутованою лінією.[коли?]

## Застосування
ADSL було розроблено для організації доступного швидкісного зв'язку з Internet/intranet на базі наявних телефонних ліній. Вартість послуг ADSL зазвичай значно нижча[коли?] від вартості цифрового зв'язку інших стандартів.